# روس‌هولت

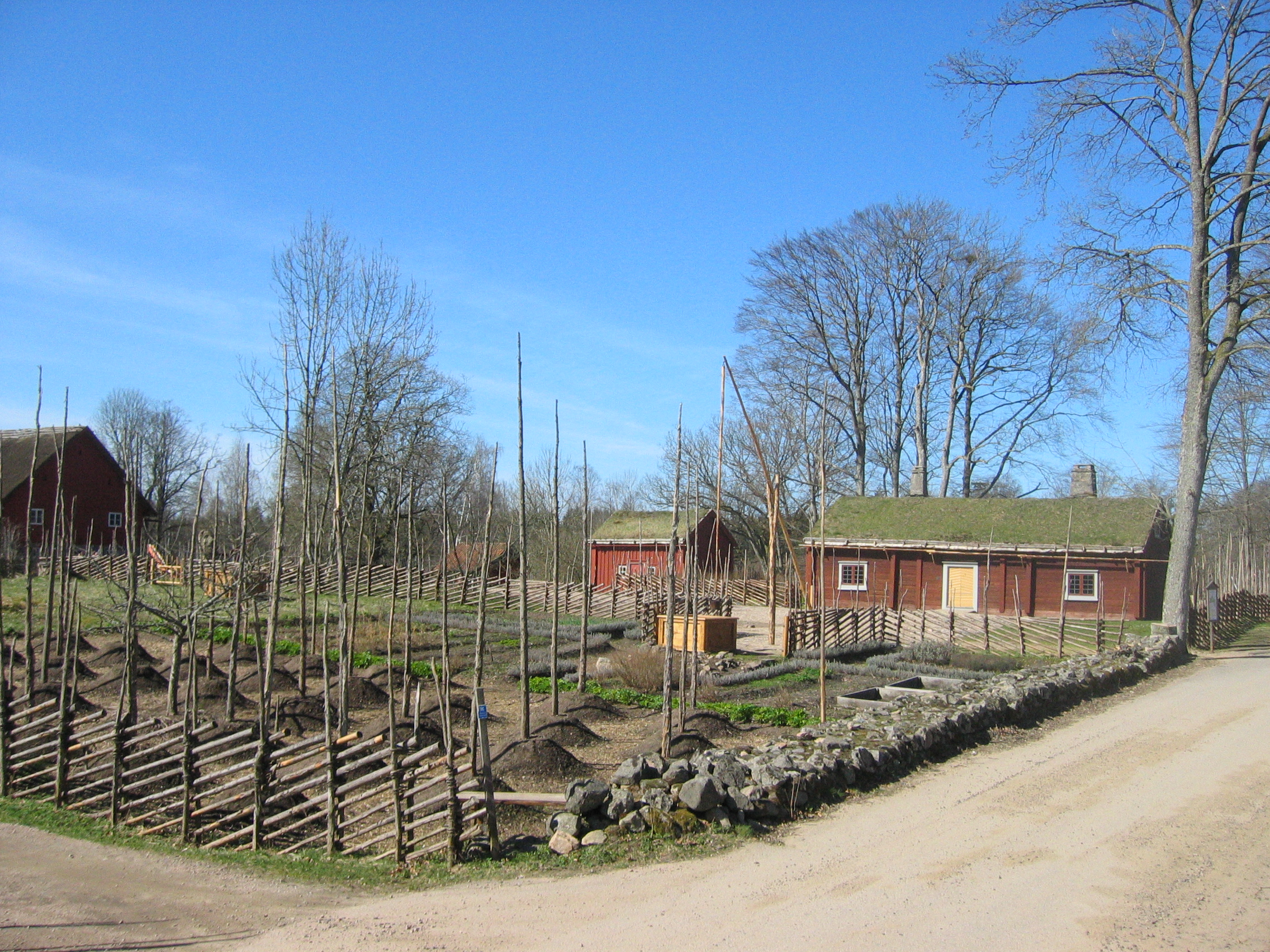
زادبوم کارل لینه

روس‌هولت (به سوئدی: Råshult)، روستایی دقیقاً در شمال المهولت در استان کرونوبری، واقع در منطقهٔ اسملاند در جنوب سوئد است. نام این روستا برگرفته از کلمات RAS، که به معنی جایی شبیه به «زمین باتلاقی یا درّه» و Hult به معنی «جنگل کوچک یا رخت‌زار» می‌باشد.
روس‌هولت روستایی است که کارل لینه دانشمند سوئدی در ۱۷۰۷ میلادی در آن متولد شد.
امروزه محدوده‌ای به وسعت ۴۲ هکتار، که دربرگیرندهٔ چشم‌انداز قرن هجدهمی این روستا است، به عنوان یک ذخیرهٔ فرهنگی شناخته می‌شود.
در روس‌هولت بنای یادبودی برای کارل لینه توسط کارل گوستاو کوارنستروم ساخته شده است.